# Gold (Familienname)
Gold ist ein deutscher und englischer Familienname.

## Namensträger
- Alfred Gold (1874–1958), österreichischer Literat, Theaterkritiker und Feuilletonist
- Alison Gold (* 2002), US-amerikanische Sängerin
- Andreas Gold (* 1954), deutscher Psychologe und Hochschullehrer
- Andrew Gold (1951–2011), US-amerikanischer Musiker, Sänger und Komponist
- Ari Gold (Regisseur) (* 1970), US-amerikanischer Regisseur, Schauspieler und Musiker
- Ari Gold (Musiker) (1974–2021), US-amerikanischer Sänger, Songwriter und LGBT-Aktivist
- Arielle Gold (* 1996), US-amerikanische Snowboarderin
- Arthur Gold (1917–2002), britischer Sportfunktionär
- Artur Gold (1897–1943), polnischer Jazzmusiker
- Ben Gold (1898–1985), US-amerikanischer Arbeiterführer
- Bill Gold (1921–2018), US-amerikanischer Grafiker
- Carl von Gold (1808–1859), österreichischer Unternehmer und Politiker, Mitglied der Frankfurter Nationalversammlung
- Carola Gold (1960–2012), deutsche Journalistin und Gesundheitsmanagerin
- David Gold (Unternehmer) (1936–2023), britischer Geschäftsmann
- David Gold, Baron Gold (* 1951), britischer Rechtsanwalt und Politiker (Conservative Party)
- Dore Gold (1953–2025), israelischer Diplomat und Sicherheitsexperte
- Elon Gold (* 1970), US-amerikanischer Schauspieler
- Erich Gold (1899–1979), österreichisch-amerikanischer Karikaturist und Pressezeichner
- Ernest Gold (Ernst Siegmund Goldner; 1921–1999), US-amerikanischer Komponist
- Ernst Gold (1891–1967), österreichischer Chirurg und Hochschullehrer
- Ethan Gold (* 1970), US-amerikanischer Musiker und Filmkomponist
- Ferdinand Karl Gold (1882–1981), österreichischer Maler
- Franz Gold (1913–1977), deutscher Generalleutnant des Ministeriums für Staatssicherheit
- Gary Gold (* 1967), südafrikanischer Rugby-Union-Trainer
- Gracie Gold (* 1995), US-amerikanische Eiskunstläuferin
- Gustav Gold (1870–1949), österreichischer Komponist
- H. L. Gold (1914–1996), US-amerikanischer Schriftsteller und Herausgeber
- Harry Gold (Musiker) (1907–2005), britischer Musiker
- Harry Gold (1911–1972), US-amerikanischer Spion
- Helmut Gold (* 1958), deutscher Literaturwissenschaftler und Historiker
- Henryk Gold (1899–1977), polnischer Violinist, Orchesterleiter und Komponist
- Herbert Gold (1924–2023), US-amerikanischer Schriftsteller
- Honey Gold (* 1993), US-amerikanische Pornodarstellerin
- Hugo Gold (1895–1974), österreich-israelischer Historiker, Essayist, Herausgeber und Verleger
- Jack Gold (1930–2015), britischer Regisseur
- Jamie Gold (* 1969), US-amerikanischer Pokerspieler
- Jared Gold, US-amerikanischer Organist
- Josef Gold (Maler)  (1840–1922), österreichischer Maler und Restaurator
- Josef Gold (Politiker), österreichischer Politiker
- Julius Gold (1884–1969), US-amerikanischer Geiger, Musikpädagoge und -wissenschaftler
- Karl von Gold (1841–1914), österreichischer General der Infanterie
- Karl Gold (Komponist) (1873–1947), deutscher Komponist und Arrangeur
- Käthe Gold (1907–1997), österreichische Schauspielerin
- Katie Gold (* 1978), US-amerikanische Pornodarstellerin
- Laurie Gold (1918–2000), britischer Jazzmusiker
- Louise Gold (* 1974), deutsche Sängerin
- Marian Gold (* 1954), deutscher Musiker
- Martin B. Gold (* 1947), US-amerikanischer Lobbyist
- Mary Jayne Gold (1909–1997), US-amerikanische Erbin und Fluchhilfeunterstützerin
- Max Gold (Regisseur) (1898–1930), US-amerikanischer Filmregisseur
- Max Gold (Schauspieler) (eigentlich Maxim J. Gold; * 1958), britischer Schauspieler
- Maximilian Gold (Max Gold; 1900–1961), österreichischer Fußballspieler
- Michael Gold (1894–1967), US-amerikanischer Schriftsteller und Literaturkritiker
- Michael Gold (Snookerspieler), englischer Snookerspieler
- Missy Gold (* 1970), US-amerikanische Schauspielerin
- Murray Gold (* 1969), englischer Komponist
- Natalie Gold (* 1976), US-amerikanische Schauspielerin
- Otto Gold (1918–1999), tschechoslowakischer Eiskunstläufer und -trainer
- Pegelia Gold (* 1979), deutsche Sängerin, Textdichterin und Komponistin
- Phil Gold (* 1936), kanadischer Onkologe
- Rachel Gold (* 1978), österreichische Karikaturistin, Grafikerin und Cartoonistin
- Robert Gold (* 1970), deutscher Filmproduzent, Schriftsteller und Drehbuchautor
- Samuel Gold (1835–1920), ungarischer Mediziner, Journalist und Schachkomponist
- Sanford Gold (1911–1984), US-amerikanischer Jazzpianist
- Taylor Gold (* 1993), US-amerikanischer Snowboarder
- Thomas Gold (Physiker) (1920–2004), US-amerikanischer Astrophysiker
- Thomas Gold (DJ) (* 1981), deutscher DJ und Musikproduzent
- Thomas R. Gold (1764–1827), US-amerikanischer Jurist und Politiker
- Tracey Gold (* 1969), US-amerikanische Schauspielerin
- Wolf Gold (1889–1956), israelischer Rabbiner